# Xenylla stachi
Xenylla stachi är en urinsektsart som beskrevs av da Gama 1966. Xenylla stachi ingår i släktet Xenylla och familjen Hypogastruridae. Inga underarter finns listade i Catalogue of Life.